# Souterrain von Farrandreg
Das dreietagige Souterrain von Farrandreg im gleichnamigen Townland (irisch Fearann Dreig) westlich von Dundalk, ist eines von 14 Souterrains, die bis 1998 im souterrainreichen County Louth in Irland ausgegraben wurden. Zehn weitere Souterrains, darunter das Souterrain von Newtownbalregan, liegen innerhalb eines Radius von 1,5 km um den Standort.

## Beschreibung
Das Souterrain wurde bei Bauarbeiten auf einem, flachen Hügel östlich von Farrandreg House entdeckt, wo zunächst ein Lüftungsschacht aus Trockenmauerwerk gefunden wurde. Archäologische Sondierungen deckten die Linie eines verfüllten Souterrains als dunklen Fleck auf, der sich gegen den gelben, sandigen Ton abhob. Ein Versuchsgraben legte eine dunkle, humose Ablagerung frei, die Linsen aus Asche, Holzkohle und Stein enthielt. Bei Souterrains wird zwischen „earth-cut“, „rock-cut“, „mixed“, „stone built“ und „wooden“ (z. B. Coolcran, County Fermanagh) Souterrains unterschieden. Die aus großen, unregelmäßigen Kalksteinblöcken gebauten oberen Mauern dieses „mixed“ Souterrains, die bis zu einer Höhe von 1,0 m aufragten, wurden etwa 1,0 m unter der Oberfläche gefunden. Eine dünne Schicht von abgelagertem Boden bedeckt einen großen Sturz. 
Das Ost-West orientierte Souterrain wurde mittig durch einen schmalen Kriechgang erschlossen. Die östliche Teilstrecke führte zu einer großen, rechteckigen Kammer, die 2,8 m breit, 4,4 m lang und 1,0 m hoch war. Eine Mittelwand diente der Abstützung der Stürze. Die westliche Teilstrecke führte zu jener länglichen Kammer, die bei der Sondierung zuerst entdeckt wurde. Von dieser oberen Kammer wurden durch einen halbrunden Schlupf zwei weitere, untere Kammern erreicht. Die erste war 8,5 m lang, bis zu 1,3 m breit und zwischen 1,0 und 1,5 m hoch. Hier lag der Endpunkt des entdeckten Lüftungsschachtes. Die zweite Kammer wurde auch durch einen halbrunden Schlupf erreicht. Vier rechteckige Schlitze über diesem Schlupf enthielten Holzkohle. Diese bis zu 2,1 m hohe unterste Kammer war teilweise aus dem Grundgestein („rock-cut“) geschnitten. Sie war 7,5 m lang, zwischen 1,1 m und 2,0 m breit. Aus den Gängen der oberen Kammer waren Stürze entfernt worden, während die unteren intakt und offenbar nicht betreten worden waren. Die oberen Kammern und Gänge waren mit schwarzem Lehm und häufigen Linsen aus Asche und Holzkohle gefüllt, die offensichtlich Siedlungsreste waren.
Zu den Funden gehören Souterrain Ware, eine fragmentarische Rundmühle, Knochennadeln, ein Knochenkamm, bearbeiteter Feuerstein und Tierknochen. Aus der Fundlage geht hervor, dass die Stürze bereits im Mittelalter entfernt wurden, da keine Funde nach dem 12. Jahrhundert vorhanden waren. Das Souterrain wurde nach der Ausgrabung verfüllt.